# Aulnizeux
Aulnizeux est une ancienne commune française du département de la Marne en région Grand Est. C'est une commune associée du Val-des-Marais depuis 1977.

## Toponymie
Le nom de la localité est attesté sous les formes Aunisieu, Aunisel (vers 1222) ; Alniseolum (1240) ; Aunoyau (vers 1252) ; Misel, pour Aunisel (vers 1300) ; Auniseul, Aunizeul (1366) ; Aulnisuel (1508) ; Aulniseux, Aulniseul (1605) ; Aymizeul (1633) ; Aunizeuil (1673) ; Onizeux (XVIIIe siècle) ; Aunizeux (1804).

Du latin alnus et du suffixe diminutif -icellus : « petit aune ».

## Politique et administration
| Période                                  | Période | Identité | Étiquette | Qualité |
| ---------------------------------------- | ------- | -------- | --------- | ------- |
|                                          |         |          |           |         |
| Les données manquantes sont à compléter. |         |          |           |         |

## Démographie

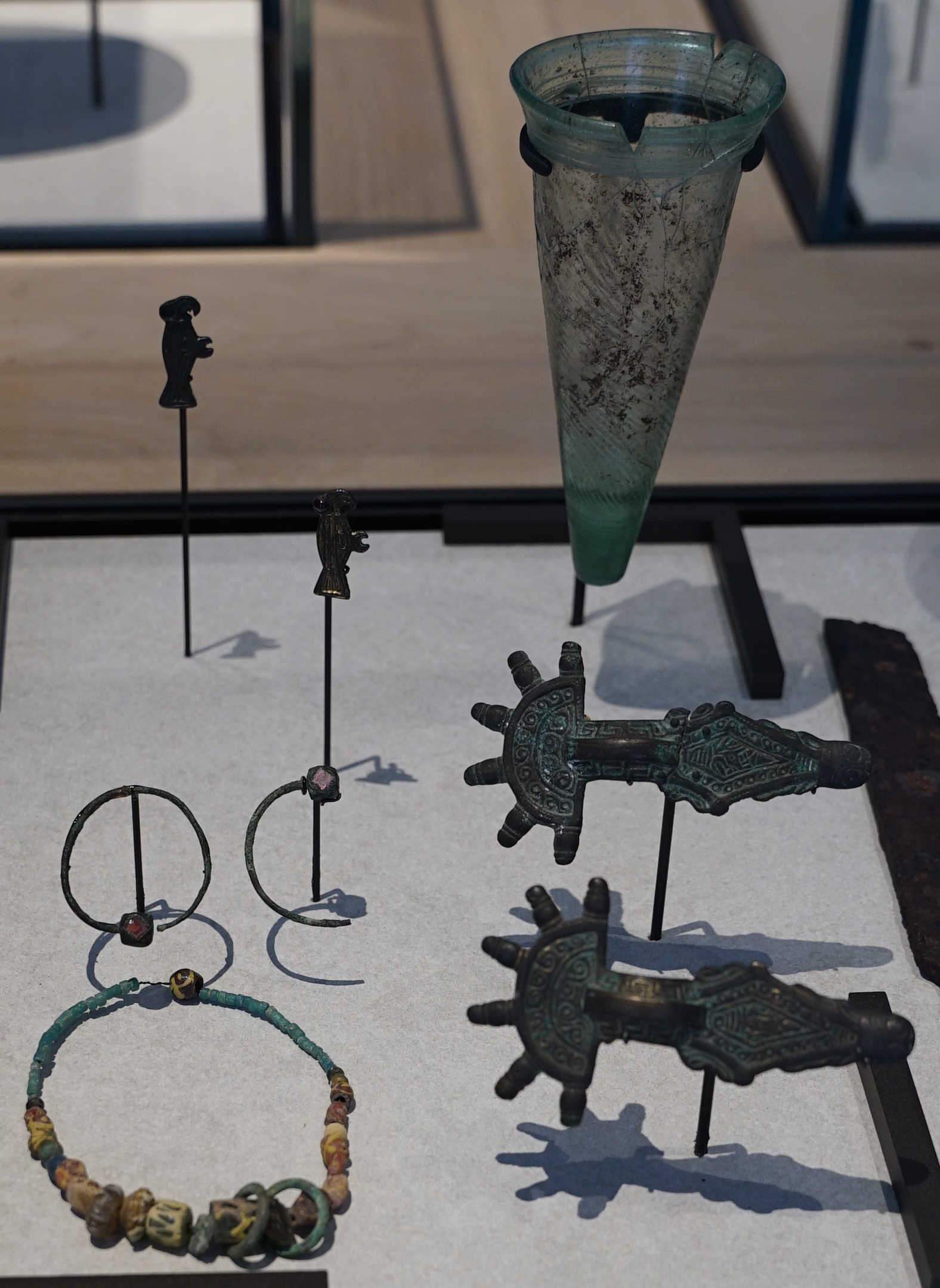
Fouilles archéologiques à Aulnizeux.

| 1911 | 1921 | 1931 | 1936 | 1946 | 1954 | 1962 | 1968 | 1975 |
| ---- | ---- | ---- | ---- | ---- | ---- | ---- | ---- | ---- |
| 74   | 69   | 46   | 57   | 52   | 60   | 61   | 43   | 58   |